# Neozygites fumosa
Neozygites fumosa är en svampart som först beskrevs av Speare, och fick sitt nu gällande namn av Remaud. & S. Keller 1980. Neozygites fumosa ingår i släktet Neozygites och familjen Neozygitaceae.   Inga underarter finns listade i Catalogue of Life.